# Dark Side of the Ring

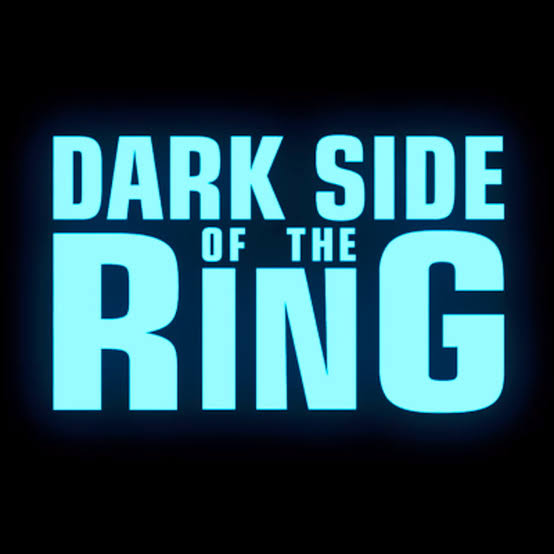
Título del documental.

Dark Side of the Ring es un documental canadiense producido por Vice Studios. La serie se centra en temas y eventos controvertidos dentro del ámbito de la lucha libre profesional.
La serie se estrenó en Viceland el 10 de abril de 2019. El 23 de julio de 2019, Dark Side of the Ring se renovó por una segunda temporada de 10 episodios, que se estrenó en 2020. Para la temporada 2, la serie se convirtió en una coproducción con Canadian servicio de streaming Crave. También se agregó una presentación posterior presentada por Chris Gethard, Dark Side of the Ring: After Dark.
Luego de estrenar la quinta temporada en marzo de 2024, los productores anunciaron que la serie había sido renovada para una sexta edición, comenzando con los preparativos en julio del mismo año. 

## Episodios
| Temporada | Temporada | Episodios | Emisión             | Emisión               |
| Temporada | Temporada | Episodios | Inicio              | Final                 |
| --------- | --------- | --------- | ------------------- | --------------------- |
|           | 1         | 6         | 10 de abril de 2019 | 15 de mayo de 2019    |
|           | 2         | 10        | 24 de marzo de 2020 | 19 de mayo de 2020    |
|           | 3         | 14        | 6 de mayo de 2021   | 28 de octubre de 2021 |
|           | 4         | 10        | 30 de mayo de 2023  | 8 de agosto de 2023   |
|           | 5         | 10        | 5 de marzo de 2024  | 7 de mayo de 2024     |

### Primera temporada
| N.º en serie | N.º en temp. | Título                                  | Escrito por                                         | Fecha de emisión original | Audiencia (millones) |
| ------------ | ------------ | --------------------------------------- | --------------------------------------------------- | ------------------------- | -------------------- |
| 1            | 1            | «The Match Made in Heaven»              | Randy Savage y Miss Elizabeth                       | 10 de abril de 2019       | 0.154                |
| 2            | 2            | «The Montreal Screwjob»                 | Bret Hart, Shawn Michaels y la traición de Montreal | 19 de abril de 2019       | 0.181                |
| 3            | 3            | «The Killing of Bruiser Brody»          | asesinato del luchador Bruiser Brody                | 24 de abril de 2019       | 0.214                |
| 4            | 4            | «The Last of the Von Erichs»            | La Familia Von Erich                                | 1 de mayo de 2019         | 0.225                |
| 5            | 5            | «The Mysterious Death of Gorgeous Gino» | Gino Hernandez                                      | 8 de mayo de 2019         | 0.234                |
| 6            | 6            | «The Fabulous Moolah»                   | The Fabulous Moolah                                 | 15 de mayo de 2019        | 0.200                |

### Segunda temporada
| N.º en serie | N.º en temp. | Título                                           | Escrito por                                                 | Fecha de emisión original | Audiencia (millones) |
| ------------ | ------------ | ------------------------------------------------ | ----------------------------------------------------------- | ------------------------- | -------------------- |
| 7            | 1            | «Benoit Part One»                                | Chris & Nancy Benoit y Eddie Guerrero                       | 24 de marzo de 2020       | 0.320                |
| 8            | 2            | «Benoit Part Two»                                | Doble homicidio-suicidio de Chris Benoit                    | 24 de marzo de 2020       | 0.320                |
| 9            | 3            | «The Life and Crimes of New Jack»                | New Jack                                                    | 31 de marzo de 2020       | 0.229                |
| 10           | 4            | «The Brawl for All»                              | WWF Brawl for All                                           | 7 de abril de 2020        | 0.226                |
| 11           | 5            | «Jimmy Snuka and The Death of Nancy Argentino»   | Jimmy Snuka                                                 | 14 de abril de 2020       | 0.209                |
| 12           | 6            | «The Assassination of Dino Bravo»                | Dino Bravo                                                  | 21 de abril de 2020       | 0.221                |
| 13           | 7            | «David Schultz & The Slap Heard Round the World» | David Schultz, John Stossel y el kayfabe                    | 28 de abril de 2020       | 0.255                |
| 14           | 8            | «Cocaine & Cowboy Boots: The Herb Abrams Story»  | Herb Abrams y el UWF                                        | 5 de mayo de 2020         | 0.246                |
| 15           | 9            | «The Last Ride of The Road Warriors»             | The Road Warriors (Road Warrior Animal & Road Warrior Hawk) | 12 de mayo de 2020        | 0.264                |
| 16           | 10           | «The Final Days of Owen Hart»                    | Accidente de Owen Hart                                      | 19 de mayo de 2020        | 0.349                |

## Recepción
Dark Side of the Ring fue el estreno de la serie mejor calificada de Viceland entre los espectadores en el grupo demográfico clave. La primera temporada ganó el premio Wrestling Observer Newsletter Award al mejor documental de transmisión/DVD de lucha libre profesional de 2019. La temporada 2 trajo un mayor número de espectadores, con el final de la temporada con la muerte de Owen Hart convirtiéndose en el programa mejor calificado en la historia de Vice network, con 626,000 espectadores.